# Pisztráng

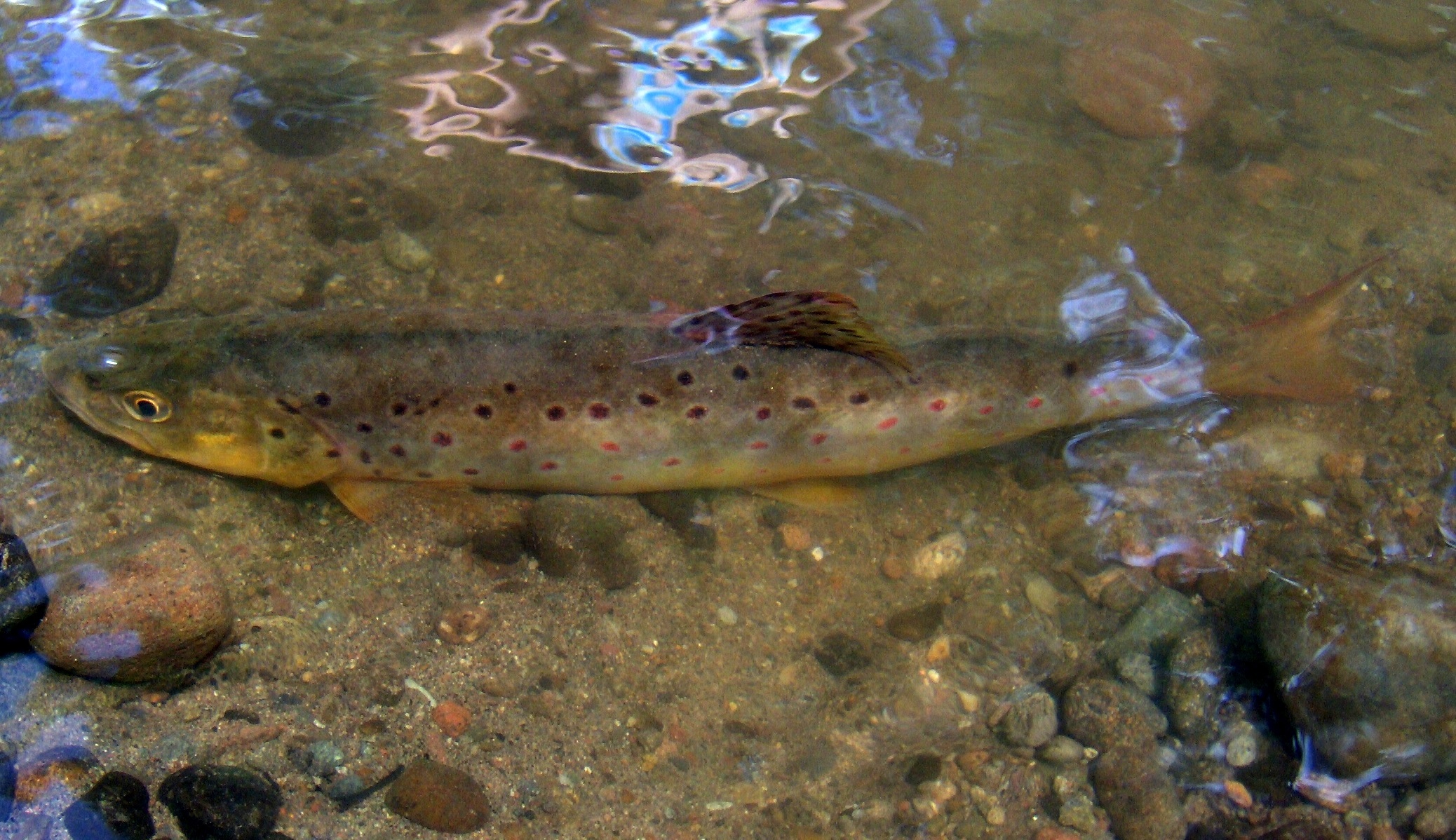
Pisztráng

A pisztráng a Salmonidae család Salmoninae alcsaládjába tartozó egyes édesvízi halfajok köznyelvi neve. A köznyelv a pisztráng elnevezést használja néhány nem ide tartozó halfaj megnevezésére is, mint pl. Cynoscion nebulosus (pöttyös tengeri pisztráng). A pisztrángok húsa olajos, gazdag A és D-vitaminban, illetve Omega-3 zsírsavakban.

## Leírásuk

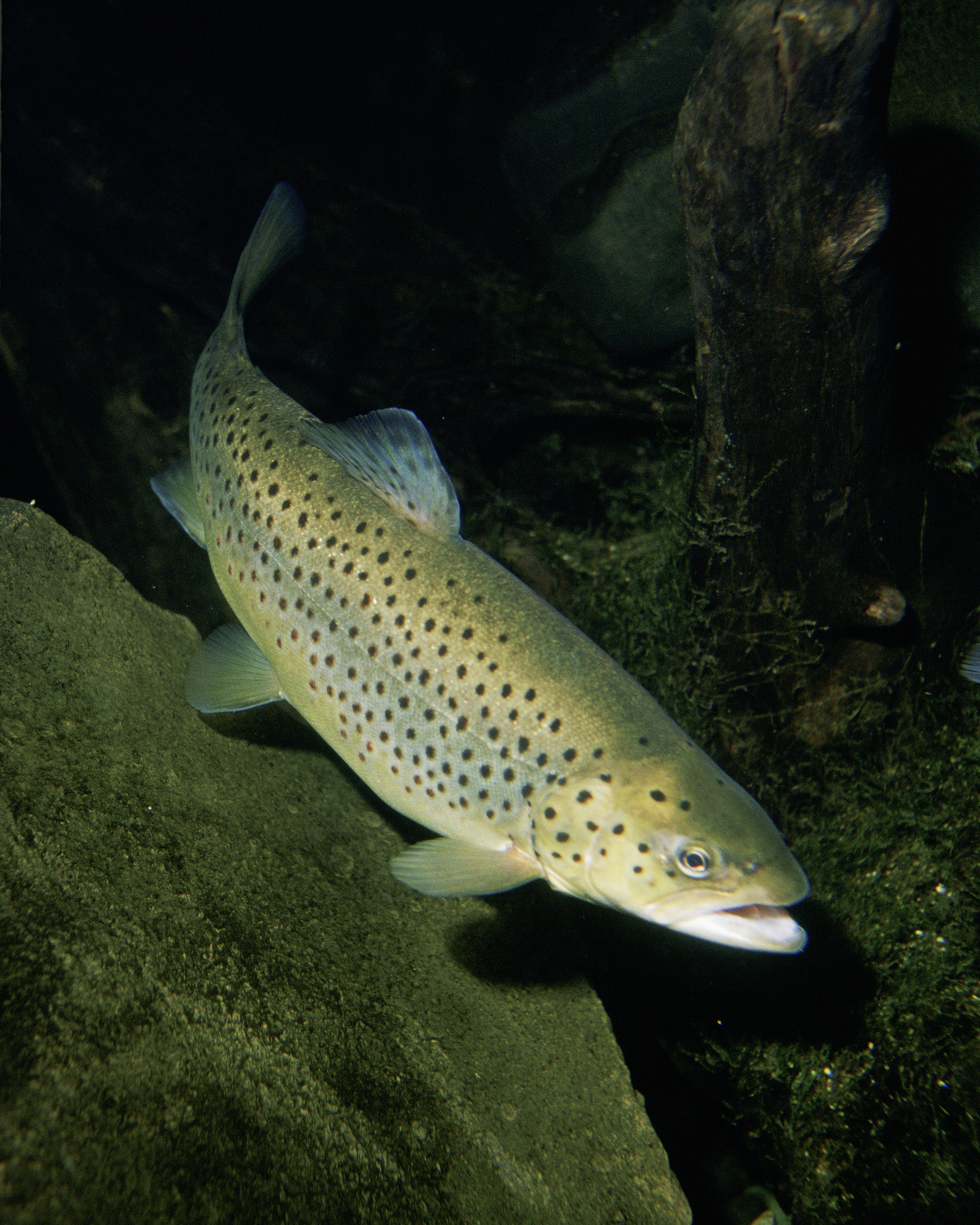
A Kárpát-medence vízfolyásaiban őshonos sebes pisztráng.

A pisztrángok a nyílt hólyagú halak rendjének lazacfélék családjába tartoznak. Testük általában rövid, oldalt összenyomott, az orr rövid, elmetszett. Ekecsontja rövid, háromszögletű, 3-4 foggal hátulsó szegélyén, míg nyelén erős fogak kettős sorával. Háta olajzöld, oldalai sárgászöldek, fekete és narancspiros, néha kékes színnel szegett foltokkal. Hasa fehér.
Hátúszója legtöbbször olajzöld, páros úszói és alfelúszója borsárgák, gyakran feketével festettek. Színe különben igen változatos. A pisztrángok közül a legnagyobbak akár 1 méter hosszúra és 25-30 kg tömegűre is megnőhetnek.
Európában mindenütt otthonos, Magyarországon is számos faja él, hegyi és havasi folyóvizeinknek, hideg tavainknak értékes hala. Nem vándorol, októbertől januárig ívik. Ikrái számára kis gödröket váj a meder talajában és a termékenyítés után azokat befedi. Igen ügyesen és gyorsan úszik, nagyon óvatos. Rovarokkal táplálkozik, de megeszi a csigákat, férgeket és kisebb halakat is. Húsa igen ízletes, finom.
A szivárványos pisztráng különlegessége, hogy eredetileg 2-3 évet töltöttek a tengerben a fiatal példányok, mielőtt felúsztak volna Észak-Amerika folyóiba ívni.

## Jelentőségük
A pisztrángok jelentős szerepet töltenek be a táplálékláncban, számos vadállat - pl. barnamedve, ragadozó madarak - táplálékának fontos részét alkotják. Gazdasági jelentőségük is nagy: a világ számos országába telepítettek be pisztrángokat, illetve számos halnevelde tenyészti őket.
Magyarországon csak a sebes pisztráng őshonos, de 1885-től a szivárványos pisztrángot is betelepítették az országba. Ma elsősorban az Északi-középhegység, a Bakony és az Alpokalja tavai és patakjai jelentik a sebes pisztráng és a szivárványos pisztráng fő előfordulási helyét. Az 1990-es években a Dunántúlon lévő Viszló-patak pisztrángállománya országos hírű volt, de a környékbeli bauxitbányászat leállítása után a patak is elapadt. Lillafüreden, a Garadna-patak völgyében 1933-tól alapított tenyészet tartja fenn a hazai állományt, de a telepített populációk mellett szökött pisztrángok is élnek a Szinva-, Bódva- és a Bán-patakban is.

## Fajai

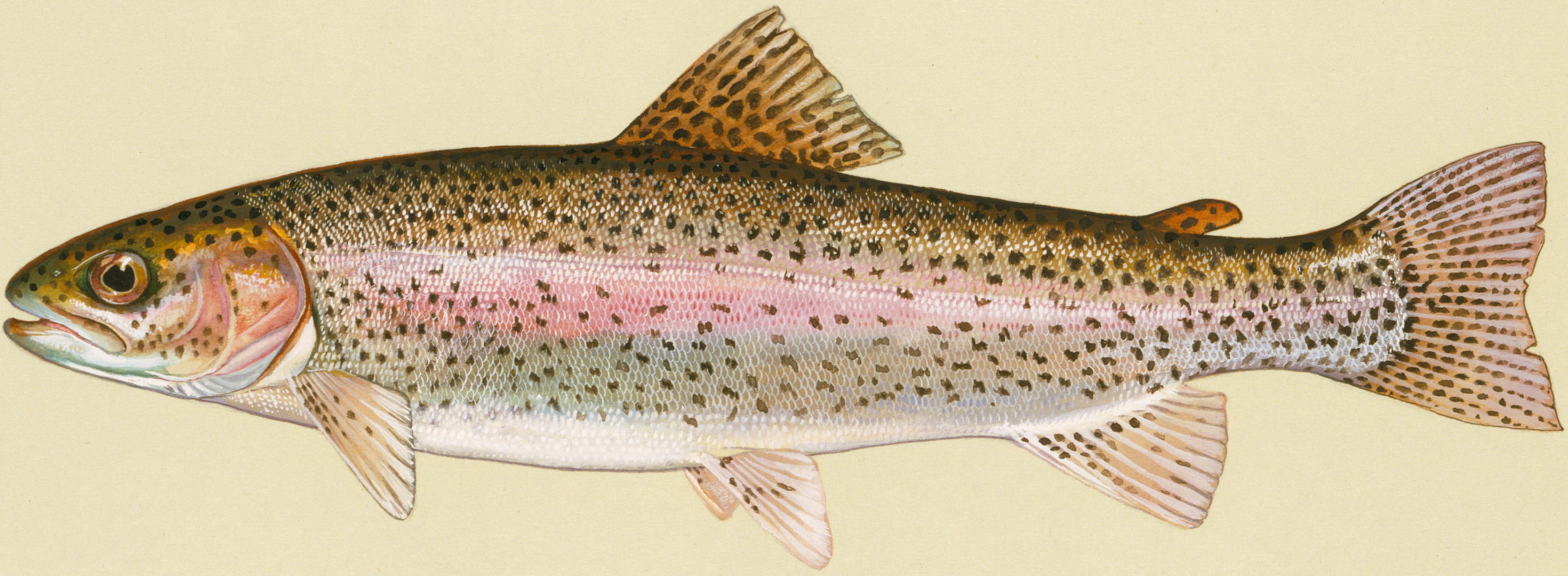
Szivárványos pisztráng

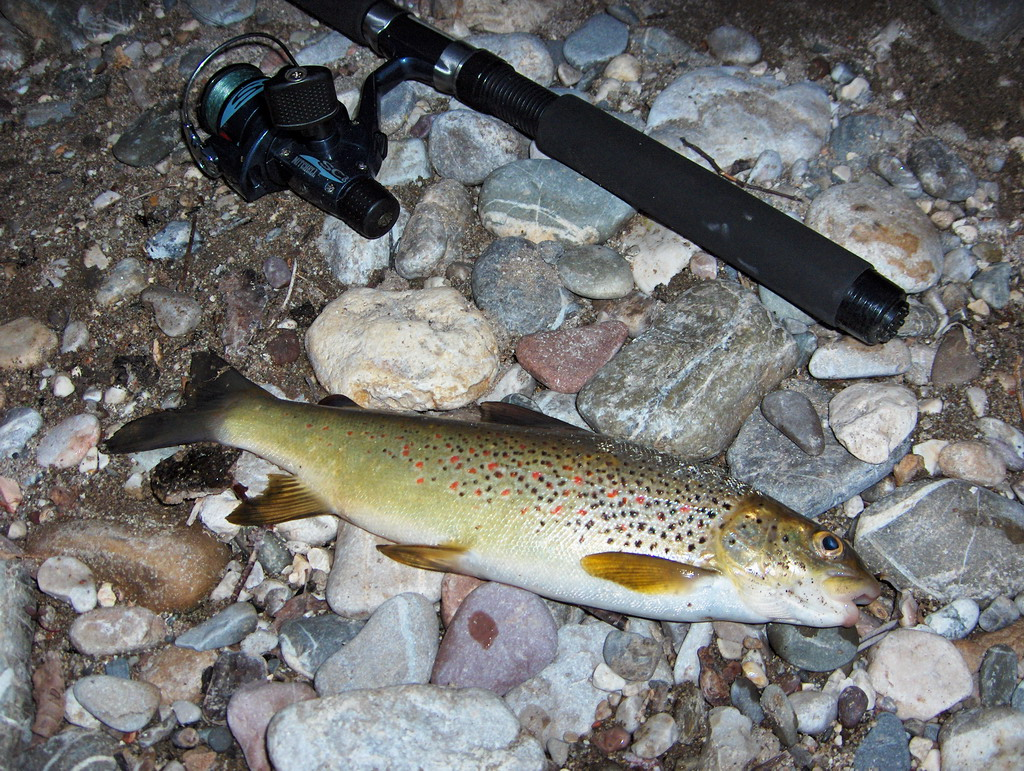
Dalmát pisztráng

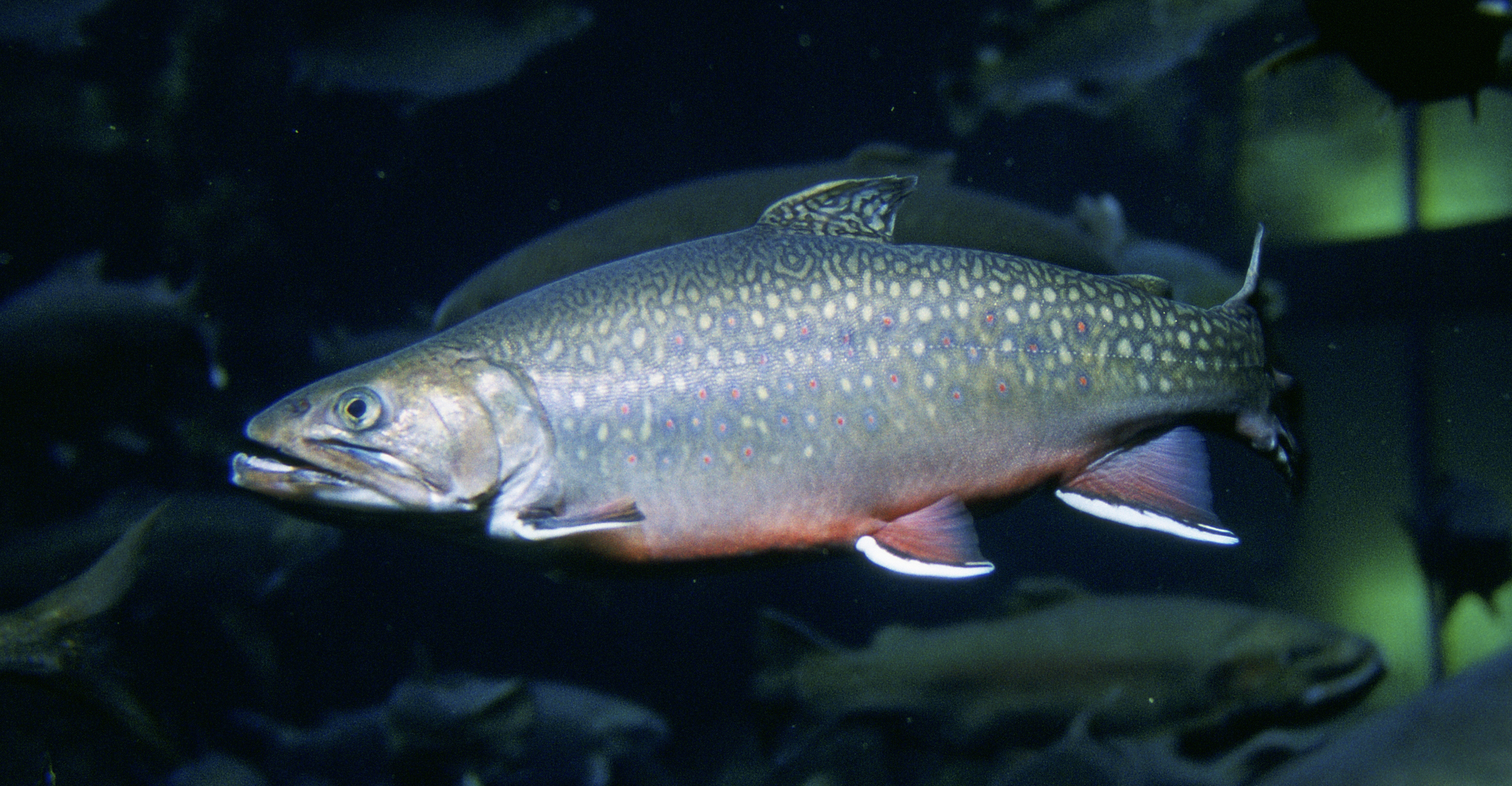
Pataki pisztráng

A pisztráng nevet általában a Salmoninae alcsalád hét neme közül háromnak a fajaira alkalmazzák: Salmo, Oncorhynchus és Salvelinus.
- Salmo nem
  - Dalmát pisztráng (Salmo obtusirostris)
  - Sebes pisztráng (Salmo trutta)
  - Tavi pisztráng (Salmo trutta lacustris)
  - Török pisztráng (Salmo platycephalus)
  - Márványos pisztráng (Salmo marmoratus)
  - Ohridi pisztráng (Salmo letnica)
  - Örmény pisztráng (Salmo ischchan)
- Oncorhynchus nem
  - Apacs pisztráng, Oncorhynchus apache
  - Japán lazac, Oncorhynchus masou
  - Orgyilkos pisztráng, Oncorhynchus clarki 
A fajnak 15 elismert alfaja van.
  - Gila pisztráng, Oncorhynchus gilae
  - Arany pisztráng, Oncorhynchus aguabonita
  - Szivárványos pisztráng, Oncorhynchus mykiss
  - Mexikói arany pisztráng, Oncorhynchus chrysogaster
A fajnak 8 alfaja ismert, amelyek Mexikó északi részén élnek és még nem lettek hivatalosan besorolva és elnevezve.
- Salvelinus nem
  - Sarkvidéki szemling, Salvelinus alpinus
  - Pataki pisztráng, Salvelinus fontinalis
  - Aurora pisztráng, Salvelinus fontinalis timagamiensis
  - Bikapisztráng, Salvelinus confluentus
  - Dolly-völgyi pisztráng, Salvelinus malma
  - Tavi pisztráng (Salvelinus), Salvelinus namaycush
  - Ezüst pisztráng, † Salvelinus fontinalis agassizi (kihalt)

## Fordítás
- Ez a szócikk részben vagy egészben  a   Trout című angol Wikipédia-szócikk fordításán alapul.  Az eredeti cikk szerkesztőit annak laptörténete sorolja fel. Ez a jelzés csupán a megfogalmazás eredetét és a szerzői jogokat jelzi, nem szolgál a cikkben szereplő információk forrásmegjelöléseként.

## Külső hivatkozások
- Lillafüredi pisztrángtelep
- Magyarország halfaunája - sebes pisztráng
- Pisztráng törzsállomány Garadnán